# Multi-Player Soccer Manager
Multi-Player Soccer Manager, a volte scritto Multi Player Soccer Manager, è un videogioco manageriale di calcio pubblicato nel 1991 per gli home computer Amiga, Amstrad CPC, Atari ST, Commodore 64 e ZX Spectrum dalla D&H Games, azienda britannica che era specializzata nei manageriali sportivi. Come dice il titolo, la caratteristica distintiva del gioco, insolita all'epoca in questo genere, è la presenza della modalità multigiocatore.

## Modalità di gioco
Il gioco consiste nel gestire una squadra del campionato inglese di calcio, dal punto di vista delle scelte tattiche e gestionali fuori campo, senza lo svolgimento delle partite. Può partecipare un solo giocatore oppure fino a 4 giocatori (8 su Amiga) a turni, ciascuno con la propria squadra. Si comincia dalla Fourth Division, che all'epoca era il quarto livello del campionato, con l'obiettivo di risalire fino alla First Division, mentre si partecipa anche alla FA Cup e League Cup. Su Amiga si inizia dal quinto livello (la non-league) e si parteciperà anche alle coppe europee se si raggiunge la prima divisione.
La gestione avviene tramite un menù principale a icone e molti sottomenù testuali. Il suono è del tutto assente e la grafica è ben poca; gli incontri non vengono visualizzati in alcun modo, e quando si decide di giocare il prossimo incontro vengono direttamente mostrati i risultati della giornata per tutte le divisioni. Molti dettagli possono essere esaminati e controllati tra un incontro e l'altro. Il manuale del gioco tuttavia è minimale e non è esplicitato quale sia l'esatto effetto di ogni azione.
La compravendita dei calciatori, che generalmente hanno i cognomi reali dell'epoca, avviene tramite aste alle quali possono partecipare sia i giocatori umani sia le squadre controllate dal computer. I calciatori hanno un valore di abilità complessivo su un massimo di 10,0; possono avere i ruoli di portiere, difesa, centrocampo o attacco e per ciascun calciatore si può selezionare il tipo di allenamento fra tre specialità che variano a seconda del ruolo.
Si possono ingaggiare allenatore, fisioterapista e talent scout (quest'ultimo stima il valore del calciatori acquistabili) a vari livelli di abilità e costo. Lo stadio può essere potenziato, anche in termini di sicurezza per evitare tafferugli. C'è la possibilità di esaminare anche tutte le altre squadre di tutte le divisioni. Tra le altre funzionalità ci sono la banca, gli sponsor, la presenza di infortuni e altri eventi casuali. La partita può essere salvata.